# Simi Awujo
Simisola Feyishayo Awujo (* 23. September 2003 in Atlanta, Georgia) ist eine in den USA geborene kanadische Fußballspielerin.

## Karriere

### Vereine
In ihrer Jugend spielte sie ab ihrem siebten Lebensjahr beim AFC Lightning und später dann noch bei NASA Tophat. Seit 2021 ist sie nun Teil der College-Mannschaft USC Trojans.

### Nationalmannschaft
Nebst den USA, für die sie in der U17 aktiv war, hätte sie auch Nigeria auf internationale Bühne repräsentieren können, weil ihre Eltern dort geboren wurden. Durch die kanadische Staatsbürgerschaft ihrer Mutter, war sie aber auch für deren Nationalmannschaft spielberechtigt. So kam es dann auch dazu, dass sie mit der kanadischen U20-Mannschaft an der CONCACAF-Meisterschaft 2022 teilnahm und mit ihrem Team hier die Bronze-Medaille erlangte. Zudem nahm sie mit ihrer Mannschaft dann an der Weltmeisterschaft 2022 teil und spielte hier in allen Partien der Mannschaft durch.
Im August 2022 wurde sie dann erstmals für die A-Nationalmannschaft nominiert. Bei dem 1:0-Sieg über Australien bekam sie dann als Einwechselspielerin ihr Debüt im Nationaltrikot.
Am 9. Juli 2023 wurde sie für die WM 2023 nominiert, kam jedoch nicht zum Einsatz und schied mit ihrer Mannschaft nach der Vorrunde aus.